# Triple Alianza (México)

La Triple Alianza (del náhuatl: Exkan Tlahtoloyan o Ēxcān Tlahtōlōyān ‘Los tres lugares donde se dan órdenes’) fue una confederación militar y tributaria formada en 1428 por los altépetl de México-Tenochtitlan, Tetzcoco y Tlacopan. Durante el siglo XV y principios del XVI controló la mayor parte del centro y sur de Mesoamérica, hasta su disolución con la caída de Tenochtitlan en 1521.

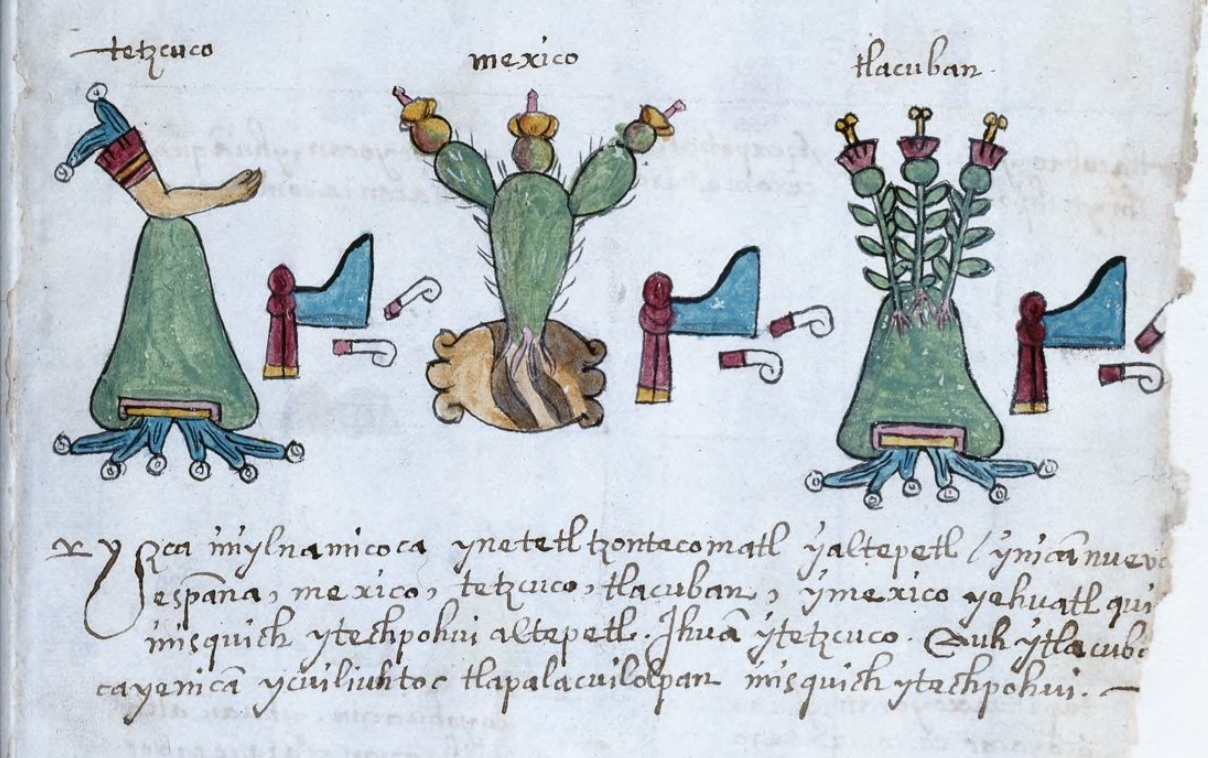
Representación pictográfica de la Triple Alianza en el Códice Osuna (1565).

## Etimología y denominaciones
Además de Ēxcān Tlahtōlōyān, las fuentes nahuas registran expresiones como Huēyi Tlahtohcāyōtl Icnīuhyōtl («gran hermandad de gobiernos») e In Ētetl Tzontecomatl («el recipiente de tres cabezas»). En la historiografía hispana y anglosajona de los siglos XIX-XX se popularizó el término «Imperio azteca», aunque se trata de una construcción anacrónica que sobrestima la centralización tenochca.

## Antecedentes
Desde el período Epiclásico existieron alianzas triádicas en el Altiplano. Cronistas como Fernando de Alva Ixtlilxóchitl y Domingo Chimalpahin describen una primera confederación tolteca entre Tollan-Xicocotitlan, Otompan y Colhuacan y, más tarde, una tríada ribereña Colhuacan-Azcapotzalco-Coatlichan. Estas formas de cooperación militar y tributaria sentaron precedente para la organización político-territorial del Posclásico Tardío.

## Fundación y tratado de 1428
La guerra tepaneca (1426-1428) enfrentó a Azcapotzalco con una coalición encabezada por Itzcóatl (Tenochtitlan) y Nezahualcóyotl (Tetzcoco), con apoyo de Totoquihuatzin I (Tlacopan). Tras la victoria, los tres tlatoque firmaron —en el año 3-Conejo (c. 1430)— un pacto que establecía:
- Tenencia conjunta de los territorios conquistados.
- Cooperación obligatoria en futuras campañas.
- Reparto del tributo en una proporción 2 : 2 : 1 (Tenochtitlan-Tetzcoco-Tlacopan).[6][7]

## Organización interna

### Gobierno y jerarquía
Cada ciudad conservó su propio tlahtoani, aunque el de Tenochtitlan adquirió preeminencia simbólica. Existía un consejo inter-altepetl y tribunales trilaterales que sesionaban de manera rotativa en las tres cabeceras.

### Distribución del tributo
Los registros pictográficos de la Matrícula de Tributos y del Códice Mendoza enumeran más de 400 provincias obligadas a enviar bienes dos veces al año. La porción de Tlacopan, muy inferior, refleja su menor peso demográfico y militar.

### Ideología y legitimación
Los mexicas articularon la Alianza en torno a una cosmovisión tripartita —cielo, tierra e inframundo— personificada por Xiuhtecuhtli, cuyo brasero representa las «tres piedras del fogón» (tenamaztli). Estos conceptos legitimaban la tríada política como reflejo del orden cósmico y justificaban campañas rituales como las Guerras floridas.

## Expansión territorial
Entre 1440 y 1519 la Triple Alianza incorporó regiones tan distantes como Xoconochco (Chiapas) o la cuenca del río Pánuco. Destacan las conquistas de:
- Cuauhquechollan (1445).
- Coyoacán y Xochimilco (1469-1473).
- Xoconochco (1486-1487).
- Itzocan y Tototepec (1503).

Las crónicas y la arqueología evidencian una estrategia de dominación indirecta, permitiendo que los gobernantes locales continuaran en el poder a cambio de tributo y lealtad militar.

## Crisis y disolución (1519-1521)
La llegada de Hernán Cortés y sus aliados indígenas —especialmente la República de Tlaxcallan— desencadenó la guerra que culminó con la caída de Tenochtitlan (13 de agosto de 1521) y la desaparición formal de la Triple Alianza. Tetzcoco fue transformado en cabecera colonial y Tlacopan quedó reducida a corregimiento menor, mientras la Ciudad de México se erigía sobre las ruinas tenochcas.

## Legado e historiografía
El modelo confederal de la Triple Alianza ha sido interpretado como:
- Imperio hegemónico (Carrasco, Hassig): poder central limitado, dominación tributaria.
- Estado tributario segmentario (Berdan, Smith): red fiscal con autonomía local.
- Entidad proto-imperial (Townsend): estructura flexible que integraba diversidad étnica.

En la actualidad, especialistas prefieren hablar de «Imperio tenochca» o «confederación de altépetl» para subrayar la complejidad y evitar el anacronismo «azteca».